# Ortodokse kirke
 For alternative betydninger, se Ortodoks.
 Der er for få eller ingen kildehenvisninger i denne artikel, hvilket er et problem. Du kan hjælpe ved at angive troværdige kilder til de påstande, som fremføres i artiklen.

Den ortodokse kirke eller den græsk-katolske kirke eller ortodoksien (græsk hē orthē doxa betyder "den rette lovprisning" eller "den rette tro") er en fællesbetegnelse for den østlige kristendom.
Den ortodokse kirke er i sin selvforståelse grundlagt af Jesus Kristus og hans apostle på pinsedagen i år 33. Den er også især i Vesten kendt som den østlige ortodokse kirke, den græsk-ortodokse kirke eller den russisk-ortodokse kirke, men uanset navn opfatter kirken sig som en enhed på tværs af landegrænser. Ordet ortodoks er græsk og har to betydninger: 1) ret tro og 2) ret tilbedelse.
Den ortodokse kirkes biskopper er i ubrudt rækkefølge (apostolske succession) blevet viet til deres kald helt tilbage fra apostlene selv, og betragtes derfor som viede af Kristus selv. Alle biskopper uanset titel er i princippet på lige fod. De forskellige titler de måtte have er enten administrative titler eller ærestitler. På kirkemøder (økumeniske konciler eller "synoder") har hver biskop kun én stemme, uanset om han er økumenisk patriark eller blot en hjælpebiskop uden stift. Der er derfor ikke noget tilsvarende det romersk-katolske pavedømme i den ortodokse kirke.
Ligesom med den apostolske succession betragtes kirkens tro som overleveret til apostlene af Kristus selv uden tilføjelser eller ændringer. Gennem historien har der været uenigheder omkring centrale dele af troen, som er blevet taget op på kirkemøder, hvor man har taget stilling til om disse opfattelser brød den ortodokse tro. Kirkens trosbekendelse er den nikæno-konstantinopolske, som netop blev formuleret som svar på sådanne uenigheder.

## Kort historie
I årene, der fulgte efter Kristus, spredte apostlene kirken og dens lære og grundlagde mange kirker i mange lande. Disse lokale kirker omfattede patriarkaterne i Alexandria, Antiokia, Jerusalem, Rom og Konstantinopel. Senere blev kirkerne i Sinai, Rusland, Grækenland, Serbien, Bulgarien, Rumænien og mange andre grundlagt.
I år 320 blev Romerrigets hovedstad flyttet fra Rom til Konstantinopel af kejser Konstantin I. Som følge heraf skete mange af de vigtigste begivenheder i kirkens historie i den region. Alle kirkemøder blev holdt i eller nær Konstantinopel. Missionærer fra Konstantinopel omvendte slaverne og andre folkeslag i Østeuropa og oversatte Bibelen og liturgiske tekster til lokale sprog.
Den orientalske kristenhed i Persien, Armenien m.fl. gik fra samarbejdet ved koncilet i Chalkedon år 451, i spørgsmålet om Kristi natur. Den Romersk-katolske kirke i Rom brød med de øvrige patriarkater og gik sin egen vej ved Det store skisma 1054, en begivenhed som modsat koncilieskismaet år 451 var vokset frem gradvis.
I det romerske patriarkat blev biskoppen af Rom paven som apostlen Peters efterfølger opfattet som overhoved for den universelle kirke ved guddommelig vilje, men i øst betragtede man alene paven som første blandt ligemænd (patriarkerne). Denne forskel voksede sig til en afgørende konflikt, som først og fremmest kom til udtryk i en uenighed omkring trosbekendelsen. I Vesten blev det almindeligt at tilføje et element (kaldet ”Filioque”), hvilket man afviste i øst. Det kulminerede i at de to sider i 1054 gensidigt fordømte hinanden. Ødelæggelsen af Konstantinopel som følge af det 4. korstog i 1204 uddybede de fjendtlige følelser, og forsøg på forsoning i de følgende århundreder mislykkedes. Først efter det andet Vatikankoncil i 1962-65 er dialogen blevet taget op igen.

## Troslære og praksis
Den ortodokse kirke betragter afgørelserne på de syv økumeniske kirkemøder, der blev afholdt mellem år 325 og 787, som grundlæggende for kirken, idet de definerer den grundlæggende lære om Treenigheden og Kristi natur. Kirken fastholder traditionerne fra den tidlige kristendom.
Formålet med kirkemøderne var at skabe klarhed over, hvad der var den "rette tro". Hele kirkens selvopfattelse var således i den forstand, at den var ortodoks (rettroende), uanset hvor i verden den befandt sig.
I kirkens handlinger indgår en række ritualer, som giver modtageren del i Guds nåde, og kaldes mysterier eller sakramenter. De syv vigtigste mysterier er dåben, nadveren, myronsalvningen, skriftemålet, ægtevielsen, sygesalvningen og præstevielsen. Udover disse syv er mange andre af kirkens handlinger sakramentale, og i det hele taget hvor der indgår en velsignelse. Mysterierne opfattes ikke som blot symbolske men som virkelige. Det indebærer for eksempel, at nadveren ikke blot er et mindemåltid, men et måltid hvor de troende får del i Kristi blod og legeme. Småbørn modtager nadver og myronsalving (også kaldet firmelse, som er forgængeren for den protestantiske konfirmation). De troende modtager nadveren på en ske i form af indviet brød og vin helliggjort ved den guddommelige liturgi. Biskopper og præster indgår nødvendigvis i den apostolske succession – videregivelsen af den hellige tradition af rettroende biskopper. Både gifte mænd og munke kan blive præster, men præster, biskopper og munke kan ikke gifte sig.
Jomfru Maria æres som Guds moder, hvilket er centralt i teologien omkring inkarnationen (altså at Gud fødtes som menneske af Maria). Hun kaldes den "alhellige" for at understrege hendes lydighed som menneske overfor Gud, og betragtes som sådan som den fremmeste blandt de hellige. Hendes og andre helgeners forbøn tillægges stor betydning. Ikonerne og helgenerne betragtes som håndgribelige udtryk for at Gud har taget menneskeskikkelse i Jesus Kristus. Kirken understreger, at ikoner og helgener ikke må dyrkes, da det betragtes som afguderi. Ikoner opfattes som vinduer til Gud, mens helgener ved deres nærhed til Gud, kan bringe en bøn videre til Ham. Det hænger sammen med, at målet med det kristne liv i Kirken er guddommeliggørelse (theosis), at mennesket søger at sætte Gud i centrum frem for den jordiske verdens krav og fristelser.
Liturgien (gudstjenesten) er oversat fra græsk til mange sprog og bliver altid sunget. Der er mange slags gudstjenester, men den Hellige Liturgi er den vigtigste i det almindelige kirkeliv. Nadvereren står her i centrum, og kun ortodokse troende, der er fastende og som regelmæssigt skrifter kan modtage nadveren.
Kirkeåret gennemløber en række faste begivenheder. De vigtigste er påsken og halvanden månedsfaste forinden, derefter pinsen, festen for Peter og Paulus 29. juni og fasten forinden, Gudsmoder hensoven 15. august og to ugers faste forinden, Jesu fødselsfest 25. december til Helligtrekonger 6. januar og 40 dages faste forinden.
Munkevæsenet, som har sin oprindelse i Ægypten, Syrien og Kappadokien, betragtes af den ortodokse kirke som et profetisk embede for mænd og kvinder, der gennem deres måde at leve på, udtrykker Helligåndens gerninger. Der er ingen særlige munkeordener med egen "regel", ligesom i den romersk-katolske kirke. Munkestaten Athos i Grækenland betragtes blandt ortodokse kristne som et center for åndeligt liv.

## Kirkens struktur
I dag består den ortodokse kirke af en familie af 15 selvstyrende og 5 autonome kirker. Omkring 300 mio. mennesker tilhører den ortodokse kirke, som kan findes på alle kontinenter og især i det østlige Europa. De selvstyrende kirker er fuldt ud uafhængige i alle forhold, mens de autonome kirker får deres ledere bekræftet af en selvstyrende kirke (typisk moderkirken). De ortodokse kirker er i fuld kommunion med hinanden, hvilket betyder, at de deler samme tro og praksis, og at de troende kan modtage nadveren i hver af disse kirker. Gennem historien har der været eksempler på brud i kommunionen, men de har ikke udviklet sig til opdelinger. Den ortodokse kirke håber, at det store skisme med den romerske kirke en dag også vil blive helet.
Patriarken i Konstantinopel Bartholomæus 1. er også Økumenisk Patriark og har status af ”første blandt ligemænd” mellem de østlige ortodokse kirker. Den ortodokse kirke er en ikke en centraliseret organisation med ét overhoved, men et organisk samfund, der betragtes som ledet af Helligånden. Kirkens enhed er synlig i og holdt sammen af den fælles tro og kommunionen i sakramenterne. Kristus selv opfattes som kirkens egentlige overhoved.

### Opbygning
Den Ortodokse kirke er i stor grad organiseret som nationale kirker. Den økumeniske patriark i Konstantinopel anerkendes som den første blandt ligemænd men med visse forrettigheder.
Den indre organisering af særkirkerne har det klassiske kristne hierarki med biskopper, præster og diakoner. Øverst i hver særkirke står en patriark, ærkebiskop, eller metropolit som den første blandt biskopperne. Kirkerne er noget forskelligt organiserede.
Den ortodokse kirke kræver ikke, at alle præster skal leve i cølibat; kun munkene må gøre dette. Dog er det således, at kun munke bliver ordineret til biskopper, så alle biskopper er cølibatære.
Særkirkerne, som tilhører den østlige ortodokse kommunion, inddeles i to hovedkategorier, de autokefale og de autonome. De autokefale (fra græsk, "eget hoved") har ret til at vælge sit eget kirkelige overhoved. De autonome er i stor grad selvstyrede, men valget af kirkens lokale overhoved må godkendes af moderkirken. Endelig findes nogen særkirker med tvetydig status og nogen, som ikke deler fuld kommunion men som på alle andre punkter hører ind under samme tradition. De, som hører til sidstnævnte kategori, er udbryderkirker dels af nationalistiske grunde, dels af dogmatiske.

### Autokefale kirker
- Den ortodokse kirke i Konstantinopel (oldkirkelig patriarkat, ansvarlig for Tyrkiet)[2]
- Den ortodokse kirke i Alexandria (oldkirkelig patriarkat, ansvarlig for Algeriet, Egypten, Libyen, Marokko, Sudan, Tunesien)[2]
- Den ortodokse kirke i Antiokia (oldkirkelig patriarkat, ansvarlig for Iran, Irak, Kuwait, Libanon, Saudi-Arabien, Syrien)[2]
- Den ortodokse kirke i Jerusalem (oldkirkelig patriarkat, ansvarlig for Israel, Vestbredden og Jordan)[2]
- Den russisk-ortodokse kirke
- Den serbisk-ortodokse kirke
- Den ortodokse kirke i Albanien
- Den bulgarsk-ortodokse kirke
- Den georgiske ortodokse og apostoliske kirke
- Den ortodokse kirke i Grækenland
- Den ortodokse kirke i Polen
- Den rumænsk-ortodokse kirke
- Den tjekkiske og slovakiske ortodokse kirke
- Den ortodokse kirke på Cypern
- Den ukrainsk-ortodokse kirke

### Autonome kirker
- Den estiske apostoliske ortodokse kirke (Konstantinopelpatriarkatet)
- Den estisk-ortodokse kirke (Moskvapatriarkatet)
- Den finske ortodokse kirke (Konstantinopelpatriarkatet)
- Den japanske ortodokse kirke (Moskvapatriarkatet)
- Den kinesiske ortodokse kirke (Moskvapatriarkatet)
- Den ukrainsk-ortodokse kirke (Moskvapatriarkatet)
- Ærkebispedømmet Ohrid (Beogradpatriarkatet)
- Sinaibjergets ortodokse kirke (Jerusalempatriarkatet)

### Kirker med tvetydig status
- Den russisk-ortodokse kirke uden for Rusland (i kommunion med den russisk-ortodokse kirke fra 2007)
- Den amerikanske ortodokse kirke (betragtes som autokefal for sig selv og af Moskvapatriarkatet, men ikke af de andre ortodokse kirker. Den er imidlertid alligevel i kommunion med de andre kirker, som betragter den som del af Moskvapatriarkatet))

### Kirker som har forladt fælles kommunion
- De gammeltroende
- De sande ortodokse kristnes græske kirke
- Den hviderussiske autokefale ortodokse kirke
- Den makedonske ortodokse kirke

### Kirker i de enkelte lande

#### Danmark
I Danmark findes der en række migrantmenigheder med ortodoks baggrund. Ældst er Aleksander Nevskij Kirke i Bredgade i København, som blev opført i 1881-83 til Prinsesse Dagmar, der senere blev russisk kejserinde.
Udløbet af kirken i København, er der også en menighed i Aarhus der hører ind under det Tyske ærkebispedømme af den russisk-ortodokse kirke udenfor Rusland, ved navn Den Hellige Bispemartyr Klement af Roms Kirke. Siden januar 2022 har ærkebiskoppen udnævnt præst Mihail Suhanov, som siden har resulteret i regelmæssige ugentlige gudstjenester og forholdsvis stor vækst i menigheden.
Der eksisterer også en dansksproget menighed ved navn Den Ortodokse Kirke i Danmark - Gudsmoders Beskyttelses Menighed , som er del af det bulgarske Patriarkats stift for USA, Canada og Australien. Stiftet har to menigheder i Skandinavien. Stiftet ledes af Hans Eminence Metropolit Joseph (Bosakov), som har residens i NYC.

#### Norge
Til Norge kom Den ortodokse kirke (i moderne tid) med Hellige Nikolai menighet i 1930-erne. I dag findes imidlertid en række ortodokse menigheder i landet blandt andet den russisk-ortodokse Hellige Olga menighet.

#### Finland
Den ortodoxa kyrkan i Finland er selvstændig og er en af Finlands to folkekirker. Finlands ortodokse kirke har cirka 55.000 medlemmer og er lille sammenlignet med den protestantiske Evangelisk-lutherska kyrkan i Finland, som har cirka 3,7 mio. medlemmer (2020). Der findes to ortodokse klostre i Finland, Valamo kloster (for mænd) i Heinävesi kommun i Savolax – også kaldet Nye Valamo kloster – og Lintula kloster (for kvinder), som også ligger i Heinävesi kommun, 18 km fra Valamo kloster.

#### Sverige
I Sverige har ortodokse samfund historisk været små. I 1930-erne regner man med, at der fandtes ca 500 ortodokse bekendere i Sverige. Som følge af indvandring, især i 1960- og 1970-erne, ændredes situationen, og ortodokse kirker hører nu til de største frikirker i landet. I midten af 1980-tallet havde kirken omkring 90.000 medlemmer, og samfundene fører ikke længere en anonym tilværelse i Sverige. Forskellige kirker bedriver sin virksomhed i form af forsamlinger og klostre. Forsamlinger findes blandt andet i Stockholm, Södertälje, Göteborg, Malmö, Uppsala, Västerås, Linköping og Umeå. Klostre findes blandt andet Bredared uden for Borås og i Grillby uden for Enköping.
Sveriges kristna råd har opgjort den svenske ortodokse kirkefamilie som følger:
- Armeniska apostoliska kyrkan
- Bulgariska ortodoxa kyrkan
- Estniska ortodoxa kyrkan
- Etiopiska ortodoxa kyrkan
- Finska ortodoxa kyrkan
- Koptiska-ortodoxa kyrkan
- Makedoniska ortodoxa kyrkan
- Rumänska ortodoxa kyrkan
- Ryska ortodoxa kyrkan [6]
- Ryska ortodoxa kyrkan (Moskvapatriarkatet i Sverige]
- Serbiska ortodoxa kyrkan
- Syriska ortodoxa ärkestiftet i Sverige och övriga Skandinavien